# Montserrat na Mistrzostwach Świata w Lekkoatletyce 2013
Montserrat na Mistrzostwach Świata w Lekkoatletyce 2013 – reprezentacja Montserratu podczas czempionatu w Moskwie liczyła 1 zawodnika.

## Występy reprezentantów Montserratu
| Konkurencja            | Zawodnik      | Preeliminacje | Preeliminacje | Eliminacje | Eliminacje | Półfinał | Półfinał | Finał    | Finał   |
| Konkurencja            | Zawodnik      | Rezultat      | Pozycja       | Rezultat   | Pozycja    | Rezultat | Pozycja  | Rezultat | Pozycja |
| ---------------------- | ------------- | ------------- | ------------- | ---------- | ---------- | -------- | -------- | -------- | ------- |
| Bieg na 100 m mężczyzn | Shernyl Burns | 10,63         | 9. Q          | 10,69      | 51.        | NQ       | NQ       | NQ       | NQ      |